# Isaac Paling

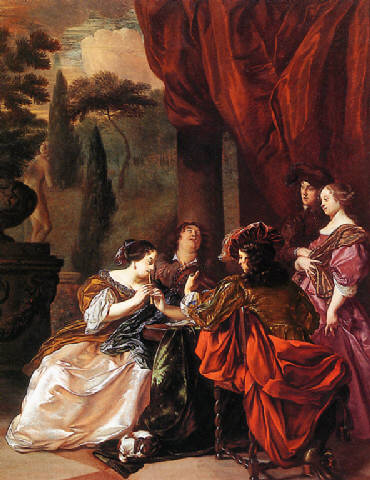
Elegant gezelschap bestaande uit een musicerend trio en een luisterend paar op een terras

Isaac Paling (Leiden, gedoopt op 23 juni 1643 – Den Haag, 1728) was een Noord-Nederlands kunstschilder van portretten, genrescènes, landschappen en historiestukken.
Isaac was een zoon van Johannes Palingh, een bakker, en Helena de Monnier. Op 23 mei 1674 trouwde hij in Leiden met Susanna Paling, een pastellist, geboren in 1654. Volgens Ecartico hadden ze dezelfde grootvader.
Paling begon zijn carrière in Leiden, waar hij op 13 november 1664 toetrad tot het Sint-Lucasgilde. Hij bekleedde later bestuursfuncties als hoofdman en deken binnen het gilde. In 1681 verhuisde hij naar Den Haag, waar hij lid werd van de Confrerie Pictura, hoewel hij aanvankelijk weigerde zijn volledige contributie te betalen. Voor zijn vertrek naar Engeland in 1682 betaalde hij een deel van zijn contributie. Van 1682 tot 1703 woonde en werkte Paling in Londen, waar hij samen met zijn vrouw lid was van de Nederlandse kerk. In 1703 keerde hij terug naar Den Haag en voltooide de betaling van zijn contributie aan de Confrerie Pictura.
Paling was een leerling van Abraham van den Tempel en werd beïnvloed door de stijl van Godfrey Kneller.
Naast zijn werk als schilder was hij ook wijnhandelaar. Zijn naam wordt ook geschreven als Palingh of Paulyn.
- Biografisch Portaal: 51790486
- RKD-Nederlands Instituut voor Kunstgeschiedenis: 61563